# 1892 en santé et médecine
| Années de la santé et de la médecine : 1889 - 1890 - 1891 - 1892 - 1893 - 1894 - 1895    |
| Décennies de la santé et de la médecine : 1860 - 1870 - 1880 - 1890 - 1900 - 1910 - 1920 |

Cet article présente les faits marquants de l'année 1892 en santé et médecine.

## Événements
- 18 juillet : le  bactériologiste d'origine russe Waldemar Haffkine fait la démonstration du premier vaccin anticholéra[1].

- Pour la première fois, l'université d'Adélaïde délivre son diplôme de médecin à une étudiante : Laura Fowler[2].
- Richard Pfeiffer est le premier décrire le bacille Haemophilus influenzae lors de la pandémie de grippe (influenza) de 1889-1892[3].
- Le neurologue et psychiatre tchèque Arnold Pick décrit l'atrophie frontale (maladie de Pick)[4].

- Le chirurgie autrichien Johann von Mikulicz-Radecki identifie le premier patient atteint du syndrome de Gougerot-Sjögren[5].

## Publications
- William Osler : The Principles and Practice of Medicine (en).

## Naissances
- 20 juillet : Louis Michon (mort en 1973), chirurgien urologue français.
- 5 novembre : John B. S. Haldane (mort en 1964), généticien britannique.
- 9 novembre : Paul Cabanis (mort en 1944), médecin et homme politique français.

## Décès
- 8 avril : Richard Owen (né en 1804), médecin, anatomiste et paléontologue britannique.